# Sowiecka Formuła 3 Sezon 1979
Sezon 1979 Sowieckiej Formuły 3 – dwudziesty sezon Sowieckiej Formuły 3, składający się z trzech eliminacji (Czajka, Bikernieki oraz Rustawi). Mistrzem został Wiktor Klimanow, ścigający się Estonią 19.

## Kalendarz wyścigów
| Runda | Data            | Tor     | Pole position | Najszybsze okrążenie | Zwycięzca (kierowcy) | Zwycięzca (zespoły) |
| ----- | --------------- | ------- | ------------- | -------------------- | -------------------- | ------------------- |
| 1     | 22 kwietnia     | Kijów   | ?             | ?                    | Wiktor Klimanow      | Spartak Moskwa      |
| 2     | 17 czerwca      | Ryga    | ?             | ?                    | Wiktor Klimanow      | Spartak Moskwa      |
| 3     | 28 października | Rustawi | ?             | ?                    | Guram Dgebuadze      | DOSAAF Tbilisi      |

## Klasyfikacja kierowców
| Legenda oznaczeń w tabelach wyników Wyświetl szablon na nowej stronie | Legenda oznaczeń w tabelach wyników Wyświetl szablon na nowej stronie                                                                     |
| Oznaczenie                                                            | Wyjaśnienie |
| --------------------------------------------------------------------- | --- |
| Złoty                                                                 | Zwycięzca lub mistrzostwo |
| Srebrny                                                               | 2. miejsce lub wicemistrzostwo |
| Brązowy                                                               | 3. miejsce lub II wicemistrzostwo |
| Zielony                                                               | Ukończył, punktował (w klasyfikacji generalnej, gdy zdobył co najmniej jeden punkt na przestrzeni sezonu, poza trzema powyższymi opcjami) |
| Niebieski                                                             | Ukończył, nie punktował (w klasyfikacji generalnej, gdy nie zdobył co najmniej jednego punktu na przestrzeni sezonu)                      |
| Czerwony                                                              | Nie zakwalifikował się (NZ) |
| Czerwony                                                              | Nie prekwalifikował się (NPK) |
| Różowy                                                                | Nie ukończył (NU) |
| Różowy                                                                | Niesklasyfikowany (NS) (w klasyfikacji generalnej, gdy nie został sklasyfikowany w żadnym wyścigu sezonu)                                 |
| Czarny                                                                | Zdyskwalifikowany (DK) |
| Czarny                                                                | Wykluczony (WYK/EX) |
| Biały                                                                 | Nie wystartował (NW) |
| Biały                                                                 | Kontuzjowany (K/INJ) |
| Biały                                                                 | Wyścig odwołany (OD/C) |
| Bez koloru                                                            | Został wycofany (WYC/WD) |
| Bez koloru                                                            | Nie przybył (NP/DNA) |
| Bez koloru                                                            | Nie brał udziału w treningach (NT/DNP) |
| Bez koloru                                                            | Nie został zgłoszony (–) |
| Pogrubienie                                                           | Start z pole position |
| Kursywa                                                               | Najszybsze okrążenie wyścigu |
| †                                                                     | Nie ukończył, ale jego rezultat został zaliczony ze względu na przejechanie więcej niż 90% dystansu wyścigu.                              |
| *                                                                     | Sezon w trakcie |
| 1/2/3                                                                 | Punktowana pozycja w sprincie kwalifikacyjnym                                                                                             |
| Lista systemów punktacji Formuły 1                                    | |

| Poz. | Kierowca                | Zespół                  | CZJ | RGA | RST | Punkty |
| ---- | ----------------------- | ----------------------- | --- | --- | --- | ------ |
| 1    | Wiktor Klimanow         | Spartak Moskwa          | 1   | 1   | NU  | 200    |
| 2    | Guram Dgebuadze         | DOSAAF Tbilisi          | 3   | 2   | 1   | 188    |
| 3    | Toivo Asmer             | Jõud Tallinn            | 5   | NU  | 2   | 155    |
| 4    | Siergiej Woskriesienski | DOSAAF Krasnodar        | 2   | 5   | -   | 154    |
| 4    | Wiktor Piatych          | DOSAAF Togliatti        | NU  | 3   | 3   | 154    |
| 6    | Igor Jakowlew           | DOSAAF Leningrad        | 4   | NW  | 4   | 141    |
| 7    | Avo Soots               | Kalev Tallinn           | 10  | 4   | DK  | 116    |
| 8    | Hugo Jurševskis         | Daugava Kandava         | 8   | NU  | 5   | 111    |
| 9    | Lembit Tammsaar         | Jõud Tallinn            | 6   | NU  | 7   | 106    |
| 10   | Jurij Bambandierow      | DOSAAF Kijów            | 13  | 7   | -   | 87     |
| 11   | Nikołaj Andriejew       | DOSAAF Moskwa           | 17  | 8   | -   | 69     |
| 12   | Dawit Bacziaszwili      | DOSAAF Tbilisi          | 14  | -   | 9   | 61     |
| 13   | Anatolij Dmitrijew      | DOSAAF Moskwa           | -   | 6   | NU  | 59     |
| 14   | Rimantas Kesminas       | DOSAAF Kowno            | 7   | -   | -   | 58     |
| 15   | Andriej Kondiejkin      | DOSAAF Aszchabad        | 15  | 12  | 11  | 57     |
| 16   | Anatolij Wołosacz       | DOSAAF Togliatti        | -   | -   | 6   | 50     |
| 17   | Aleksander Szłapin      | Spartak Symferopol      | 9   | NU  | -   | 49     |
| 18   | Ivars Krūmiņš           | DOSAAF Ryga             | -   | 9   | -   | 43     |
| 19   | Ildar Rachmanow         | Zenit Ufa               | 11  | NU  | -   | 41     |
| 20   | Anatolij Łukjanczik     | DOSAAF Mińsk            | 16  | NU  | 12  | 39     |
| 21   | Igor Agajew             | DOSAAF Baku             | NU  | 10  | NW  | 38     |
| 22   | Walentin Rybałczenko    | Spartak Kujbyszew       | NU  | NU  | 8   | 37     |
| 23   | Wiaczesław Skworcow     | DOSAAF Kijów            | 12  | -   | -   | 37     |
| 24   | Władimir Kapszejew      | Trudowe Rezerwy Charków | -   | 11  | NW  | 34     |
| 25   | Leonid Papuaszwili      | DOSAAF Tbilisi          | -   | -   | 10  | 25     |
| 26   | Sigitas Andreika        | DOSAAF Kowno            | 18  | -   | -   | 18     |
| NS   | Mark Balezin            | DOSAAF Moskwa           | NU  | -   | -   | 0      |